# Palo Grande, Morelos
Palo Grande är en ort i Mexiko.   Den ligger i kommunen Tlaquiltenango och delstaten Morelos, i den sydöstra delen av landet, 90 km söder om huvudstaden Mexico City. Palo Grande ligger 985 meter över havet och antalet invånare är 508.
Terrängen runt Palo Grande är kuperad åt sydost, men åt nordväst är den platt. Runt Palo Grande är det ganska tätbefolkat, med 149 invånare per kvadratkilometer. Närmaste större samhälle är Zacatepec, 8,1 km nordväst om Palo Grande. I omgivningarna runt Palo Grande växer huvudsakligen savannskog.